# مرآة مجزأة

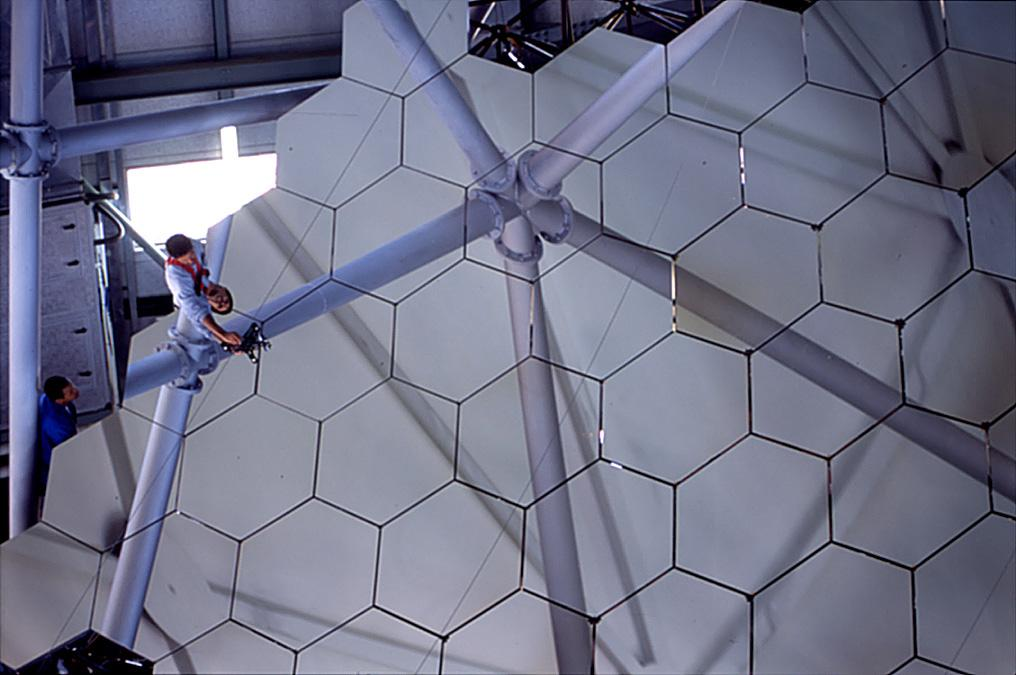
مرآة مجزة في تلسكوب جنوب أفريقيا الكبير.

المرآة المجزأة (بالإنجليزية: segmented mirror)‏ في الفلك، هي مرآة كبيرة تتكون من مصفوف مرايا صغيرة تتلامس مع بعضها البعض لتكوين مرآة مقعرة. نظرا لأن وضوح الصورة الفلكية يحتاج إلى مرآة تلسكوب رئيسية كبيرة، وأن صناعة مرآة كبيرة من المسائل الدقيقة المعقدة، فقد لجأ العلماء إلى صناعة المرايا الكبيرة لتلسكوب في شكل أجزاء يسهل صناعة الجزء منها، ثم شبكها مع بعضها البعض لتكوين المرآة الكبيرة . قد يصل وزن المرآة الكبيرة 8 طن. المرآة الكبيرة التي تستخدم في أغراض الرصد الفلكي تكون في شكل قطع مكافيء.
تستخدم المرايا المجزأة كمرآة رئيسية في مقراب عاكس . ولضبط عمل أجزاء المرايا فهي لا بد وأن تشكل وتلمع طبقا لموقعها في المرآة الكبيرة والتي تكون في شكل قطع مكافيء. يقوم حاسوب بضبط الأجزاء مع بعضها البعض بطريقة البصريات النشطة عن طريق روافع تكون تحت الأجزاء لتحريك كل جزء على حدة وضبطه .
كانت فكرة المرآة المجزأة تقنية جديدة اقترحها وقام بتنفيذها الدكتور جري نيلسون من مختبر لورانس بركلي الوطني بمشاركة من جامعة كاليفورنيا خلال الثمانينيات من القرن الماضي . اتسع بعد ذلك استخدام المرآة المجزأة في أنحاء كثيرة من العالم، بحيث أن تصميمات جميع التلسكوبات العاكسة الجديدة أصبحت من نوع المرآة المجزأة.

## تطبيقاتها

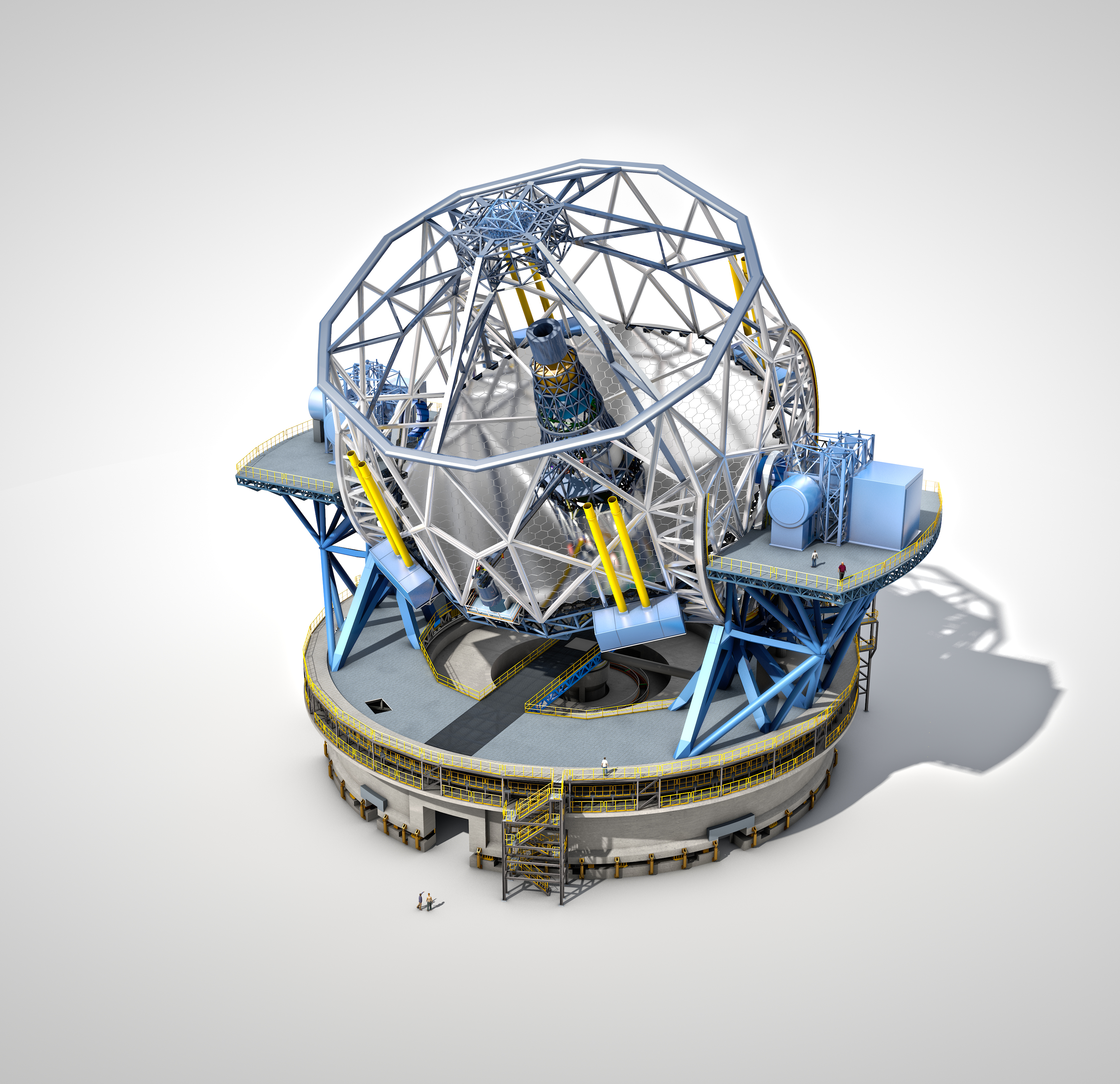
يستخدم European Extremely Large Telescope أجزاء المرايا لتشكيل مرآة رئيسية كبيرة.

نظرا لأن صناعة مرآة قطعة واحدة ويكون قطرها أكبر من 8 متر يصعب كثيرًا، فيكون استخدام مرأة مجزأة هو الحل لاستخدامها في تشييد تلسكوب بالغ الكبر. فصناعة مرآة تلسكوب قطعة واحدة وكبيرة تصل إلى حدود للتكنولوجيا لا يمكن تخطيها.

يصعب استخدام مرايا رئيسية أكبر من قطر 5 متر، وتكون مرتفعة التكلفة لصناعتها بالدقة العالية المطلوبة . بالإضافة إلى ذلك تنشأ صعوبات يسببها الوزن الكبير للمرآة وطريقة تثبيتها، وعلى الأخص مع إمكانية تغيير اتجاهها للقيام بالرصد الفلكي في انحاء مختلفة من صفحة السماء .,
وتغير تقويسة سطح المرآة الدقيقة تحت ضغط الوزن، وعوامل تغير درجة الحرارة. فمن الأسهل صناعتها كأجزاء، ثم نقلها وتركيبها، لتعطي في النهاية الشكل المطلوب لمرآة عاسة .
وفي نفس الوقت تتطلب صناعة اجزاء المرايا عناية خاصة إذ أن كل جزء منها لا بد وأن يكون في شكله المطلوب الفريد طبقا لموقعه في الرآة الكبيرة، بحيث يكون شكل المرآة الرئيسة للتلسكوب في شكل قطع مكافيء . يتم تكوين المرآة الرئيسية وضبطها بمساعدة من الحاسوب .

## تلسكوبات تعمل بمرايا مجزأة

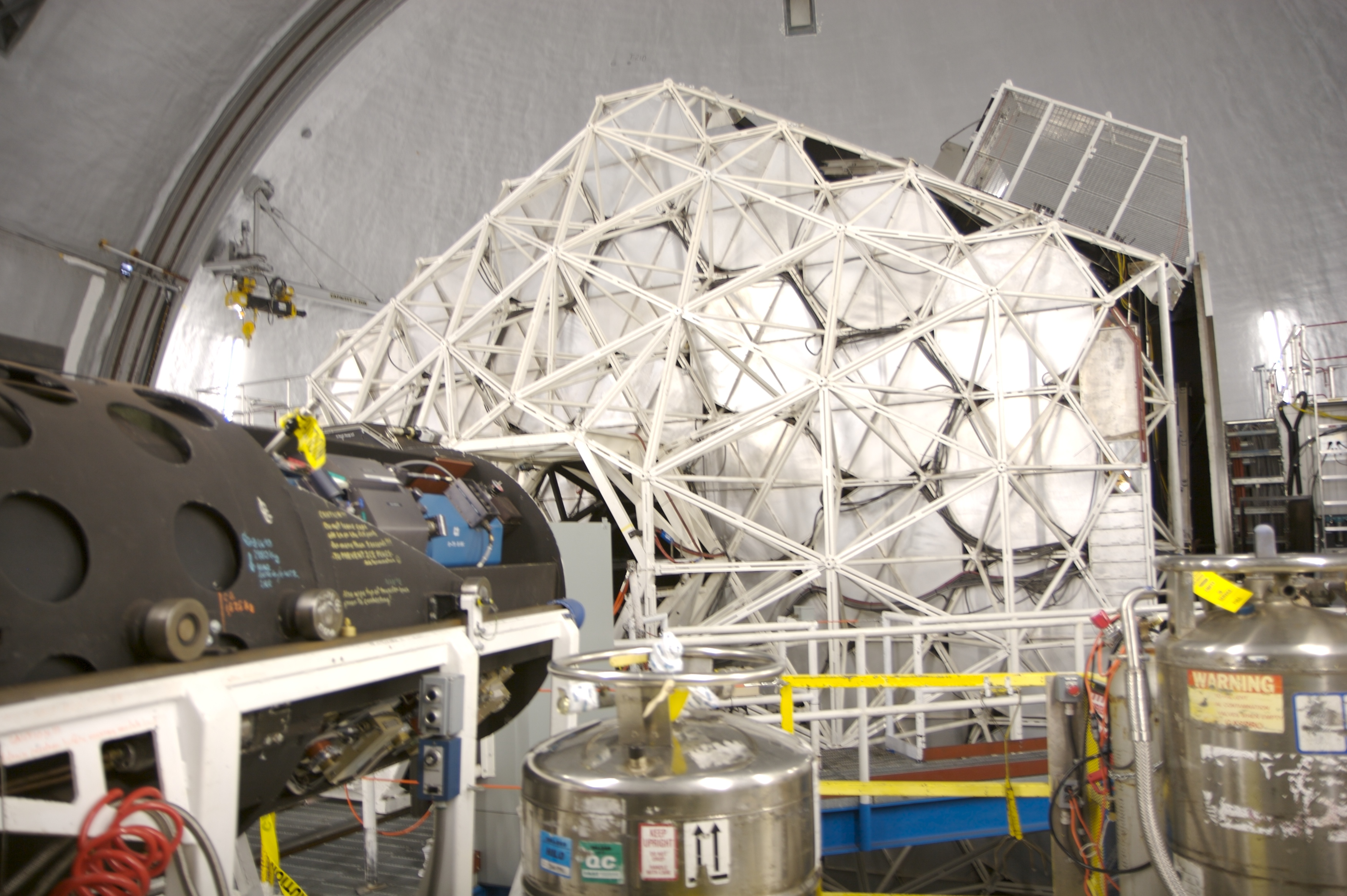
خلفية المرآة المجزأة لمرصد كيك في هاواي.

هذه مجموعة من التلسكوبات التي تستخدم مرآة مجزأة، كا يوجد غيره:
- مرصد كيك.
- تلسكوب هوبي-إبرلي.
- تلسكوب جنوب أفريقيا الكبير.
- تلسكوب كاناريا الكبير ويتكون من 36 جزءًا. ( [7][8]
- مقراب جيمس ويب الفضائي ، ويتكون من 18 جزء صنعت في عام 2011 م.[9]

سيقلع إلى الفضاء خلال سنة 2017 م أو 2018 م.

## اقرأ أيضًا
- بصريات مكيفة